# 5640 Йосіно
5640 Йосіно (5640 Yoshino) — астероїд головного поясу, відкритий 21 жовтня 1989 року.
Тіссеранів параметр щодо Юпітера — 3,344.
Названо на честь Йосіно (яп. よしの(吉野)).